# Крания (дем Гревена)
Крания или Турия (на гръцки: Κρανιά, или Κρανέα, Кранеа, старо Τούργια, Турия) е село в Република Гърция, дем Гревена, област Западна Македония. Населението на селото е арумънско (влашко).

## География
Селището е разположено на около 35 километра югозападно от град Гревена, в източните части на планина Хасия, част от веригата Пинд. Крания се намира на 960 m надморска височина, до южната граница на географско-историческата област Македония, в близост с граничната точка, разделяща Македония на север, Тесалия на юг и Епир на запад. Землището на селото на юг граничи с тесалийското село Платанистос (Куцуфляни), а на югозапад - с Милия, което административно и културно е част от Епир. На няколко километра на изток са останките от бившето село Велони.

## История

### В Османската империя
Смята се, че сегашното селище се е образувало преди няколко века при сливането на селата Турия и Палеохори. Според легендата, регистрирана от френския пътешественик Франсоа Пуквил, това се отнася към 1507 година.
Основните селски църкви са „Вси Светии“ (XVIII век) и „Свети Николай“. В района на Крания има още две църкви: „Света Параскева“ и „Свети Георги“. Извън селото се намират параклисите „Свети Илия“ и „Свети Атанасий“.
През 1881 – 1912 година непосредствено на юг от селището минава границата между Османската империя и Кралство Гърция. Тогава Крания е влашко християнско село в югозападния край на Гребенската каза на Османската империя. Според статистиката на Васил Кънчов през 1900 година в Краня (Туриа) живеят 1500 власи.
На Етнографската карта на Битолския вилает на Картографския институт в София от 1901 година Крания е чисто влашко село в Гревенската каза на Серфидженския санджак с 220 къщи.
Според статистика на Серфидженския санджак на гръцкото консулство в Еласона от 1904 година в Крания (Κρανιά), Гревенска каза, има 872 влахофони, от който 190 румънеещи се.

### В Гърция
През Балканската война в 1912 година в селото влизат гръцки части и след Междусъюзническата в 1913 година Турия остава в Гърция.
Населението произвежда жито, тютюн и други земеделски култури, като частично се занимава и със скотовъдство. В селището се развива планински и селски туризъм. Годишният селски събор се провежда на 15 август (Голяма Богородица).
| Име           | Име            | Ново име      | Ново име        | Описание                   |
| ------------- | -------------- | ------------- | --------------- | -------------------------- |
| Кания         | Κανίγια        | Зякас         | Ζιάκας          | връх (2072 m) ЮЗ от Крания |
| Балцес        | Μπάλτσες       | Ливади        | Λιβάδι          | гора ЮЗ от Крания          |
| Караули-Тоска | Καραούλι-Τόσκα | Скопия Тоска  | Σκοπιά Τόσκα    | връх З от Крания           |
| Костарау      | Κωσταράου      | Какоплеври    | Κακοπλεύρι      |                            |
| Даница        | Ντανίτσα       | Мандра Даница | Μάνδρα Ντανίτσα | връх Ю от Крания           |
| Кусай         | Κουσάϊ         | Курсари       | Κουρσάροι       | връс (1117 m) СЗ от Крания |
| Бугази        | Μπουγάζι       | Перасма       | Πέρασμα         | пролом ЮЗ от Крания        |
| Волиамари     | Βολιαμάρι      | Мега Рема     | Μέγα Ρέμα       | връх С от Крания           |
| Турия         | Τούργια        | Палеа Крания  | Παλαιά Κρανιά   |                            |
| Серия         | Σέργια         | Килада        | Κοιλάδα         | местност И от Крания       |

| Година    | 1913 | 1920 | 1928 | 1940 | 1951 | 1961 | 1971 | 1981 | 1991 | 2001 | 2011 | 2021 |
| --------- | ---- | ---- | ---- | ---- | ---- | ---- | ---- | ---- | ---- | ---- | ---- | ---- |
| Население | 1137 | 853  | 988  | 1128 | 752  | 760  | 526  | 489  | 608  | 589  | 385  | 192  |

## Личности
Родени в Крания
- Теохар Михадаш (1918 - 1996), румънски поет и писател[10]
- Димитрие Чикма, румънски учител[11]